# Süderdeich
Süderdeich er en by og kommune i det nordlige Tyskland, beliggende i Amt Büsum-Wesselburen under Kreis Dithmarschen. Kreis Dithmarschen ligger i den sydvestlige del af delstaten Slesvig-Holsten.

## Geografi
I kommunen ligger ud over Süderdeich, bebyggelsen Bojekammer. Byen ligger ved jernbanen mellem Büsum og Heide (og videre til Neumünster).